# Franciszek Zorzycki
Franciszek Jan Zorzycki (ur. 5 listopada 1908 w Hajdukach Wielkich, zm. 22 czerwca 1959 w Chorzowie) – polski piłkarz.
Przez całą karierę piłkarską był związany z Ruchem Chorzów, którego był wychowankiem. Do drużyny juniorów trafił w 1925 roku, zaś do zespołu seniorów został włączony w sezonie 1927. W barwach Ruchu grał przez jedenaście sezonów i zdobył w tym czasie czterokrotnie mistrzostwo Polski (1933, 1934, 1935, 1936). Z wykształcenia był mechanikiem samochodowym. Nosił boiskowy przydomek Kiersey. Był szwagrem Gerarda Wodarza.